# Montréal-de-Sos (hrad)
Montréal-de-Sos (hrad) je zřícenina hradu nedaleko vsí Olbier a Auzat na jihu Francie v departementu Ariège.
Hrad pochází z 12. století, kdy byl vystavěn na vysokém pahorku. Údajně kdysi patřil templářskému řádu. Poté byl v držení hrabat z Foix. Na konci 19. století zde byly nalezeny nástěnné malby svatého kopí a grálu. Z hradní zříceniny je nádherný výhled po okolních kopcích.